# 志魯・布里の乱
志魯・布里の乱（しろ・ふりのらん）は、1453年に琉球王国第一尚氏王統・第5代尚金福王の死後、王位をめぐって王世子・志魯と王弟・布里が起こした争い。
この乱で当時の首里城は焼失し、志魯は死に、布里は首里を追われた。城が焼失した痕跡は正殿跡の発掘調査からも確認されている。
乱後、王位は尚忠王・尚金福王・布里らの弟にあたる尚泰久が継ぐこととなった。
これらの経緯は、中国の史書である『明実録』にも記述が見られる（乱後の翌年2月に琉球使者が城が焼失した経緯を説明している）。
乱後3年には首里城も再建され、朝鮮の漂流民がこれを目撃し、報告したものが『李朝実録』に記録されている。